# Traffic
Traffic és una pel·lícula estatunidenca dirigida per Steven Soderbergh, estrenada l'any 2000. Ha estat doblada al català

## Argument
Diverses històries es creuen, totes vinculades al tràfic de drogues. Javier Rodriguez és un policia mexicà de Tijuana que contacta amb un general de la lluita antidroga. Helena Ayala és la dona d'un ric home de negocis sobtadament detingut per tràfic de drogues. Montel Gordon és un policia americà que intenta remuntar l'organització del tràfic. Robert Wakefield és encarregat pel govern dels Estats Units d'administrar la política antidroga. La seva filla s'enfonsa a la droga. A través d'aquestes diferents històries, on alguns personatges es creuaran, el tràfic de drogues entre els Estats Units i el seu veí mexicà és totalment examinat: en els aspectes geopolítics, militars, polítics, financers, legislatius, socials, familiars i personals.

## Repartiment
- Benicio Del Toro: Javier Rodriguez
- Jacob Vargas: Manolo Sanchez
- Tomas Milian: General Arturo Salazar
- Michael O'Neill: Rodman
- Michael Douglas: Robert Wakefield
- Russell G. Jones: Mark
- Luis Guzmán: Ray Castro
- Don Cheadle: Montel Gordon
- Miguel Ferrer: Eduardo Ruiz
- Clifton Collins Jr.: Francisco Flores
- Majandra Delfino: Vanessa
- Topher Grace: Seth Abrahms
- Erika Christensen: Caroline Wakefield
- Alec Roberts: David Ayala
- Catherine Zeta-Jones: Helena Ayala
- Steven Bauer: Carlos Ayala
- Salma Hayek: Amant de Madrigal
- Dennis Quaid: Arnie Metzger

## Al voltant de la pel·lícula
- Remake de la minisèrie britànica Traffik, dirigida per Alastair Reid el 1989.[3]
- Harrison Ford, Kevin Costner, Al Pacino i Richard Gere havien estat proposats pel paper del jutge Wakefield.
- Benicio Del Toro és el quart actor que s'emporta un Oscar per a un paper majoritàriament en llengua estrangera.[3] Els tres altres han estat Sophia Loren, Robert De Niro i Roberto Benigni.
- Les escenes que es desenvolupen a la Casa Blanca han estat rodades sobre el plató de la sèrie de televisió  The West Wing , que té una rèplica exacta (més ampla, per poder fer anar lliurement les diferents càmeres) de l'ala oest de la Casa Blanca.
- La pel·lícula ha estat seguida d'una telesèrie del mateix nom rodada sobre el mateix model de 3 històries que es creuen.
- Un pla de Benicio Del Toro àlies Javier Rodriguez al volant del seu cotxe recorda aquell de John Travolta àlies Vincent Vegas a Pulp Fiction enfonsat a l'heroïna.

## Banda original
- Give The Po' Man A Break, interpretat per Fatboy Slim
- On The Rhodes Again, interpretat per Morcheeba
- Sonata per a piano núm. 1 en fa menor, composta per Ludwig van Beethoven i interpretada per Wilhelm Kempff
- Going Under (Love & Insanity Dub) - K&D Sessions, interpretat per Rockers Hi-Fi
- An Ending (Ascent), interpretat per Brian Eno

## Premis i nominacions

### Premis
2001
- Oscar al millor director per Steven Soderbergh
- Oscar al millor actor secundari per Benicio Del Toro[4]
- Oscar al millor guió adaptat
- Oscar al millor muntatge
- Festival de Berlin: Os de Plata a la millor interpretació masculina per Benicio Del Toro
- Globus d'Or al millor actor secundari per Benicio Del Toro[5]
- Globus d'Or al millor guió

### Nominacions
- Oscar a la millor pel·lícula 2001
- Globus d'Or a la millor pel·lícula dramàtica
- Globus d'Or a la millor actriu secundària per Catherine Zeta-Jones, 2001
- César a la millor pel·lícula estrangera